# Ribautia pruvotae
Ribautia pruvotae är en mångfotingart som först beskrevs av Brolemann 1931.  Ribautia pruvotae ingår i släktet Ribautia och familjen storjordkrypare.
Artens utbredningsområde är Nya Kaledonien. Inga underarter finns listade i Catalogue of Life.